# Yevgeny Khrunov
Yevgeni Vassilyevich Khrunov (em russo:  Евгений Васильевич Хрунов); (Prudy, 10 de Setembro de 1933 – Moscou, 20 de Maio de 2000) foi um cosmonauta soviético que participou da missão Soyuz 5, que acoplou no espaço com a Soyuz 4.
Coronel da Força Aérea Soviética, Khrunov foi condecorado como Herói da União Soviética, a maior condecoração da URSS, em 22 de Janeiro de 1969; ele também recebeu a Ordem de Lenin e diversas outras medalhas.
Após deixar o programa espacial em 1980 , foi apontado para o Comitê do Chefe de Estado para Relações Econômicas Estrangeiras até sua aposentadoria, em 1989.
Ele morreu de ataque do coração no ano 2000.